# Das Bo
Mirko Alexander Bogojević (* 10. Oktober 1976 in Hamburg), besser bekannt unter seinem Künstlernamen Das Bo, ist ein deutscher Rapper. Bekannt wurde er mit der Band Fünf Sterne deluxe, die aus dem Hip-Hop-Duo Der Tobi & das Bo hervorgegangen ist.

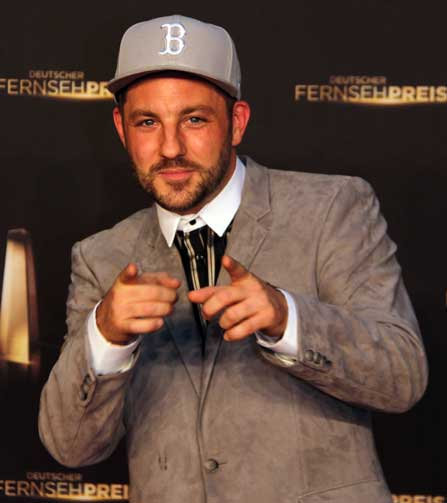
Das Bo beim Deutschen Fernsehpreis 2012

## Biographie
Bogojević beendete 1996 seine Schullaufbahn mit dem Abitur am Gymnasium Dörpsweg in Hamburg-Eidelstedt, an dem sein aus Bosnien-Herzegowina eingewanderter Vater Dušan Bogojević als Lehrer arbeitete.
Bogojević war Mitglied der HipHop-Gruppe Poets of Peeze. Bekannt wurde er zusammen mit Tobi Tobsen als „Der Tobi & das Bo“. Kennengelernt hatten sie sich im Offenen Kanal. Beide arbeiteten am Hit „Nordisch by Nature“ von Fettes Brot mit. Weiterhin hatten sie einen Hit mit „Der Racka“, einem Titel ihres ersten Albums Genie und Wahnsinn liegen dicht beieinander. 1998 erschien das Album Sillium unter dem Gruppennamen „Fünf Sterne deluxe“ (zusammen mit marcnesium und DJ Coolmann). Die Single-Auskopplungen Willst Du mit mir geh’n? und Dein Herz schlägt schneller konnten sich in den Charts behaupten.
Bogojević arbeitete auch erfolgreich als Mitglied der Mongo Clikke, absolvierte Gastauftritte bei den Absoluten Beginnern und veröffentlichte 2000 seine Single Türlich, türlich (sicher, Dicker), die ein Hit im Stil des Miami-Bass-Sounds wurde. Kurz zuvor brachten Fünf Sterne deluxe mit dem Album Neo.Now und den daraus ausgekoppelten Singles Deine Mudder und Die Leude weitere Hits auf den Markt. Die Texte bedienen fast jedes im Rap existente Genre, so gibt es etwa „Storytelling“ oder politische Texte, aber auch Texte, die durch konsequentes Jonglieren mit Worten und Reimen den für die Sterne typischen Humor versprühen.
2005 und 2006 war er Gast bei Auftritten der Hamburger Band Deichkind und 2009 und 2011 bei Jan Delay & Disko No. 1. Bogojević war in der zweiten Staffel als Jury-Mitglied in der Castingshow X Factor, die am 30. August 2011 auf VOX startete, tätig. 2012 war er Pate der IchBinGut Camps der Agentur für Arbeit und promotete diese mit einem gleichnamigen Song. Eine CD wurde an die Teilnehmer der Camps verteilt. Er arbeitete bis Mitte 2014 bei Sky für die Sky Fußballshow Samstag Live!
Das Bo engagiert sich für das Lesen- und Schreibenlernen im Rahmen der Kampagne „iCHANCE“, die vom Bundesverband Alphabetisierung und Grundbildung durchgeführt wird.
2019 wirkte er an dem Album Wer sagt denn das? von Deichkind unter anderem an der Single-Auskopplung Dinge als Autor mit.
In der 4ten Staffel von jerks. (2021) hat Das Bo in den Episoden 6, und 8 bis 11 Gastauftritte.
Bogojević wohnt im Schanzenviertel in Hamburg-Sternschanze.
Im Jahre 2019 gründete er mit DJ Plazebo und Mela Brandau seine eigene Netzwerk-Kreativagentur „gutistgut.“.

## Solokarriere

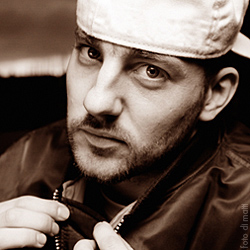
Das Bo im Juni 2005 vor seinem Konzert in Berlin

Seine erste Solo-Single Türlich, türlich (sicher, Dicker), im Juli 2000 veröffentlicht, verkaufte sich 240.000-mal und erreichte die Top 5 der deutschen Hitparade. Im Dezember 2003 veröffentlichte Das Bo die Single Seid ihr bereit für DAS BO und im Mai 2004 Ich hab Rap für Dich. Beide Tracks sind auch auf dem im Juni 2004 erschienenen Soloalbum enthalten.
2004 veröffentlichte er mit dem Hamburger Rapper-Duo Jansen & Kowalski die Single Wie geil ist das denn? (Dicke Anbiete). Ende 2005 erschien die Single Eey Yo von DJ Tomekk auf der Das Bo mitwirkte und Ende 2006 trat er für Mr. DJ Put on the Red Light an der Seite von U 96 (alias Alex Christensen) auf.
Beim Live-Earth-, beim Melt- und beim MTV-Campus-Invasion-Festival-Auftritt von Jan Delay & Disko No.1 kam Das Bo kurz auf die Bühne, um mit Jan ’Türlich, ’türlich (sicher, Dicker) zu spielen. Beim Melt!-Festival trat er auch erneut zusammen mit Deichkind auf und bot mit ihnen das gemeinsame Lied Prost dar. Am 14. Februar 2008 vertrat er mit der Single Ohne Bo seine Heimatstadt Hamburg beim Bundesvision Song Contest in der TUI Arena, bei welchem er den 12. Platz belegte. Anschließend feierte er damit nach siebeneinhalb Jahren seinen zweiten Charthit. Nach dem Bundesvision Song Contest nahm Das Bo außerdem am 8. März 2008 an der von Stefan Raab initiierten Wok-WM teil und wurde 5. im Einer-Wok.

## Diskografie

### Studioalben
| Jahr | Titel                 | Höchstplatzierung, Gesamtwochen, AuszeichnungChartsChartplatzierungen (Jahr, Titel, Platzierungen, Wochen, Auszeichnungen, Anmerkungen) | Anmerkungen                            |
| Jahr | Titel                 | DE | Anmerkungen                            |
| ---- | --------------------- | --- | -------------------------------------- |
| 2004 | Best of III – Alleine | DE88 (1 Wo.)DE | Erstveröffentlichung: 7. Juni 2004     |
| 2008 | Dumm aber schlau      | — | Erstveröffentlichung: 17. Oktober 2008 |

### EPs
| Jahr | Titel                                     | Anmerkungen                             |
| ---- | ----------------------------------------- | --------------------------------------- |
| 2015 | Fuck Off!!! Ich bin privat hier, du Affe. | Erstveröffentlichung: 11. Dezember 2015 |
| 2017 | Auf jeden Fall vielleicht                 | Erstveröffentlichung: 24. März 2017     |
| 2021 | Neu                                       | Erstveröffentlichung: 26. Februar 2021  |

### Singles
| Jahr | Titel Album                                             | Höchstplatzierung, Gesamtwochen, AuszeichnungChartplatzierungen (Jahr, Titel, Album, Platzierungen, Wochen, Auszeichnungen, Anmerkungen) | Höchstplatzierung, Gesamtwochen, AuszeichnungChartplatzierungen (Jahr, Titel, Album, Platzierungen, Wochen, Auszeichnungen, Anmerkungen) | Höchstplatzierung, Gesamtwochen, AuszeichnungChartplatzierungen (Jahr, Titel, Album, Platzierungen, Wochen, Auszeichnungen, Anmerkungen) | Anmerkungen |
| Jahr | Titel Album                                             | DE | AT | CH | Anmerkungen |
| ---- | ------------------------------------------------------- | --- | --- | --- | --- |
| 1999 | Wer hätte das gedacht? –                                | DE85 (3 Wo.)DE | — | — | Erstveröffentlichung: 1999 mit Falk und Ferris MC                                                                                        |
| 2000 | Türlich, türlich (sicher, Dicker) –                     | DE5 (15 Wo.)DE | — | CH60 (7 Wo.)CH | Erstveröffentlichung: 2000 |
| 2003 | Seid ihr bereit für das Bo? Best of III – Alleine       | — | — | — | Erstveröffentlichung: 2003 |
| 2004 | Ich hab Rap für dich Best of III – Alleine              | — | — | — | Erstveröffentlichung: 10. Mai 2004 |
| 2005 | Wie geil ist das denn? (Dicke Anbiete) Acton            | DE71 (4 Wo.)DE | — | — | Erstveröffentlichung: 2005 Jansen & Kowalski feat. Das Bo                                                                                |
| 2005 | Eey Yo (Eeeeins) Numma Eyns                             | DE64 (7 Wo.)DE | — | — | Erstveröffentlichung: 2005 DJ Tomekk feat. Das Bo                                                                                        |
| 2006 | Mr. DJ Put on the Red Light Out of Wilhelmsburg         | DE77 (8 Wo.)DE | — | — | Erstveröffentlichung: 1. Dezember 2006 U 96 feat. Das Bo                                                                                 |
| 2008 | The Clap Komisch Elektronisch, Pt. 1                    | — | — | — | Erstveröffentlichung: 28. Januar 2008 Lexy & K-Paul feat. Das Bo                                                                         |
| 2008 | Ohne Bo Dumm, aber schlau                               | DE16 (8 Wo.)DE | — | — | Erstveröffentlichung: 2008 |
| 2008 | Dumm, aber schlau                                       | DE62 (4 Wo.)DE | AT61 (2 Wo.)AT | — | Erstveröffentlichung: 26. September 2008                                                                                                 |
| 2009 | Mein eigener Film –                                     | — | — | — | Erstveröffentlichung: 20. März 2009 |
| 2012 | Ich bin Gut –                                           | — | — | — | Erstveröffentlichung: 2012; Gratis Download CD limitiert und ausgegeben für Teilnehmer am „Ich bin Gut Camp 2012“ der Agentur für Arbeit |
| 2013 | Fumbananana –                                           | — | — | — | Erstveröffentlichung: 2013 |
| 2014 | Fanfest –                                               | — | — | — | Erstveröffentlichung: 30. Mai 2014 feat. Miwula Allstars                                                                                 |
| 2014 | Ich habe eine Fahne –                                   | — | — | — | Erstveröffentlichung: 20. Juni 1014 Deichkind feat. Das Bo                                                                               |
| 2015 | Darf ich bitten (Unplugged) MTV Unplugged in drei Akten | — | — | — | Erstveröffentlichung: 11. September 2015 Revolverheld feat. Das Bo                                                                       |

## Filmografie
- 2011: Ein Tick anders
- 2011: Nachtschicht – Reise in den Tod
- 2012: Schief gewickelt
- 2021: Jerks; Staffel 4 Folge 5 – als Bruder von Fahri.